# Maciejewo (powiat leszczyński)
Maciejewo – wieś w Polsce położona w województwie wielkopolskim, w powiecie leszczyńskim, w gminie Osieczna.
W okresie Wielkiego Księstwa Poznańskiego (1815-1848) miejscowość wzmiankowana jako Maciejewo należała do wsi mniejszych w ówczesnym pruskim powiecie Kosten rejencji poznańskiej. Maciejewo należało do okręgu krzywińskiego tego powiatu i stanowiło część prywatnego majątku Czerwona Wieś, którego właścicielem był wówczas (1846) Stanisław Chłapowski. Według spisu urzędowego z 1837 roku Maciejewo liczyło 52 mieszkańców, którzy zamieszkiwali 8 dymów (domostw).
W latach 1975–1998 miejscowość administracyjnie należała do województwa leszczyńskiego.